# Sankt Nicolai Sogn (Vejle)
 For alternative betydninger, se Sankt Nicolai Sogn. (Se også artikler, som begynder med Sankt Nicolai Sogn)
Sankt Nicolai Sogn er et sogn i Vejle Provsti (Haderslev Stift).
Hornstrup Sogn fra Nørvang Herred i Vejle Amt var i 1800-tallet anneks til Sankt Nicolai Sogn, der lå i Vejle købstad, som geografisk også hørte til Nørvang Herred. Ved kommunalreformen i 1970 blev købstaden kernen i Vejle Kommune.

## Udskilninger
Da Vor Frelsers Kirke blev opført i 1907, blev Vor Frelsers Sogn udskilt fra Sankt Nicolai Sogn.
Da Sankt Johannes Kirke blev opført i 1941, blev Sankt Johannes Sogn udskilt fra Sankt Nicolai Sogn og Vor Frelsers Sogn.
1. december 2024 blev Vejle Søndre Sogn oprettet og Søndermarkskirken fra 1943 og Løget Kirke fra 2004 indgik i dette.

## Kirker
I Sankt Nicolai Sogn ligger Sankt Nicolai Kirke fra omkring 1200. 

## Stednavne
I Sankt Nicolai Sogn findes følgende autoriserede stednavne:
- Gludsminde (bebyggelse)
- Vejle Søndermark (bebyggelse)
- Ømkuler (bebyggelse)